# Павильон № 13 «Здравоохранение» на ВДНХ
Павильон «Здравоохранение» — тринадцатый павильон ВДНХ, построенный в 1939 году для экспозиции Армянской ССР, являясь одним из немногих павильонов, сохранившихся от довоенной выставки. В 1964—1966 был занят экспозицией «Пищевая промышленность», а с 1967 года — «Здравоохранение».

## История
Павильон был построен в 1939 году по проекту архитекторов Каро Алабяна и Самвела Сафаряна. В основу архитектурного облика здания положены армянские этнические мотивы. Прямоугольный в плане павильон был обрамлён аркадой, а вход украшал трёхнефный портал с литыми алюминиевыми решётками, на которых были изображены узоры с виноградными гроздьями, а вверху по центру размещался герб Армянской ССР. Портал обрамляли тонкие колонны, облицованные розовым армянским туфом. По бокам от входа на фасаде были размещены надписи «Армянская ССР» на армянском и русском языках. Интерьер павильона был решён в стиле культовой армянской архитектуры. С внутренней стороны у входа в павильон размещалось панно с пейзажем горной Армении, написанное художником Мартиросом Сарьяном. В центре находился аквариум, в котором жили форели из озера Севан. Со стороны заднего фасада был разбит сад, в котором были высажены привезённые из Армении деревья, в том числе и не растущие в естественных условиях в московском климате (персик, абрикос, инжир). В 1960 году павильон был реконструирован по проекту Каро Алабяна и Рубена Бегунца. Центральный фасад после реконструкции стал ниже на два с половиной метра, а арочные проёмы на боковых фасадах были заложены кирпичом, в результате чего аркады стали глухими стенами, а внутренний объём здания увеличился.
Изначально в павильоне размещалась экспозиция, посвящённая истории и культуре Армянской ССР и её достижениям в сельском хозяйстве и промышленности. В 1964 году, при переходе выставки на отраслевой принцип показа, павильон получил название «Пищевая промышленность», а в 1967 году — «Здравоохранение», с соответствующими заменами экспозиций. Тогда же он снова был реконструирован: входная лоджия была застеклена (а впоследствии скрыта гофрированным металлом), был разобран высокий центральный портал. Новая экспозиция была посвящена истории и новейшим достижениям советского здравоохранения: демонстрировались препараты и медицинские приборы, а также стенды, рассказывающие о научных открытиях в медицине. В постсоветские годы павильон получил название «Здоровье». В 2014—2016 годах проведена его реконструкция, в ходе которой он был возвращён к облику, близкому к позднесоветскому; в частности, с фасада были убраны листы гофрированного металла.
В настоящее время Армении отдан павильон № 68 (изначально «Сибирь»).
В 2014 году в павильоне начались работы по восстановлению: строение освободили от фальшфасадов, расчистили центральный вход с трехнефным порталом, вернули синий цвет нише и восстановили орнамент с растительными мотивами, установили архитектурную подсветку.
Весной 2019 года в бывший павильон «Здравоохранение» переехал Музей Рерихов — филиал Государственного музея искусства народов Востока. Он открылся в конце апреля. В павильоне была завершена работа по воссозданию объекта культурного наследия: проведена комплексная реставрация фасадов, стен, потолков, лепнины в главном зале, трехчастного портала, исторических светильников, по сохранившимся фрагментам и фотографиям воссозданы декоративные элементы. В Музее Рерихов можно увидеть более 400 произведений, представляющих весь спектр художественного творчества Николая и Святослава Рерихов. Также там разместилось открытое фондохранилище.